# الود الهايتي

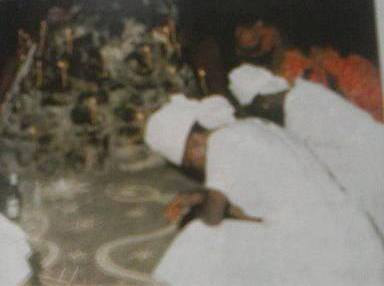
مشهد شعائري وُدُ

الوُدُ دين شعبي موازي للمسيحية,مثله مثل الديانات الإفريقية الخالصة
في البينين مارس الأفارقة حتى اليوم عبادة موجهة إلى الأرواح تدعى بالوُدُم.احتفظ العبيد السود الذين اقتلعوا إلأى أمريكا بجانب من دياتهم الأصلية,حتى بعد اعتناقهم المسيحية بقيت عبادة الوُدُم حية بخاصة في هايتي تحت اسم الوُدُ الهايتي.

## القائم على الشعائر
يقوم على الشعائر في دين الوُدُ «الهُنْقَنْ» وهو مقدم القرابيين التي تكون غالبا مواد غذائية مرشوشة بالكحول